# Вовк, Михаил Павлович
Михаил Павлович Вовк (1917—1989) — полковник Советской Армии, участник Великой Отечественной войны, Герой Советского Союза (1943).

## Биография
Михаил Вовк родился 8 (по новому стилю — 21) ноября 1917 года в селе Гришевка (ныне — Сахновщинский район Харьковской области Украины) в крестьянской семье. Окончил индустриальный техникум, после чего работал в городе Камышин Сталинградской области на стеклотарном заводе. В 1939 году Вовк был призван на службу в Рабоче-крестьянскую Красную Армию. В 1941 году он окончил Смоленское артиллерийское училище. С начала Великой Отечественной войны — на её фронтах. Участвовал в битве за Москву, Сталинградской и Курской битвах. К сентябрю 1943 года гвардии старший лейтенант Михаил Вовк командовал батареей 1-й гвардейской пушечной артиллерийской бригады 1-й гвардейской артиллерийской дивизии прорыва 60-й армии Воронежского фронта. Отличился во время битвы за Днепр.

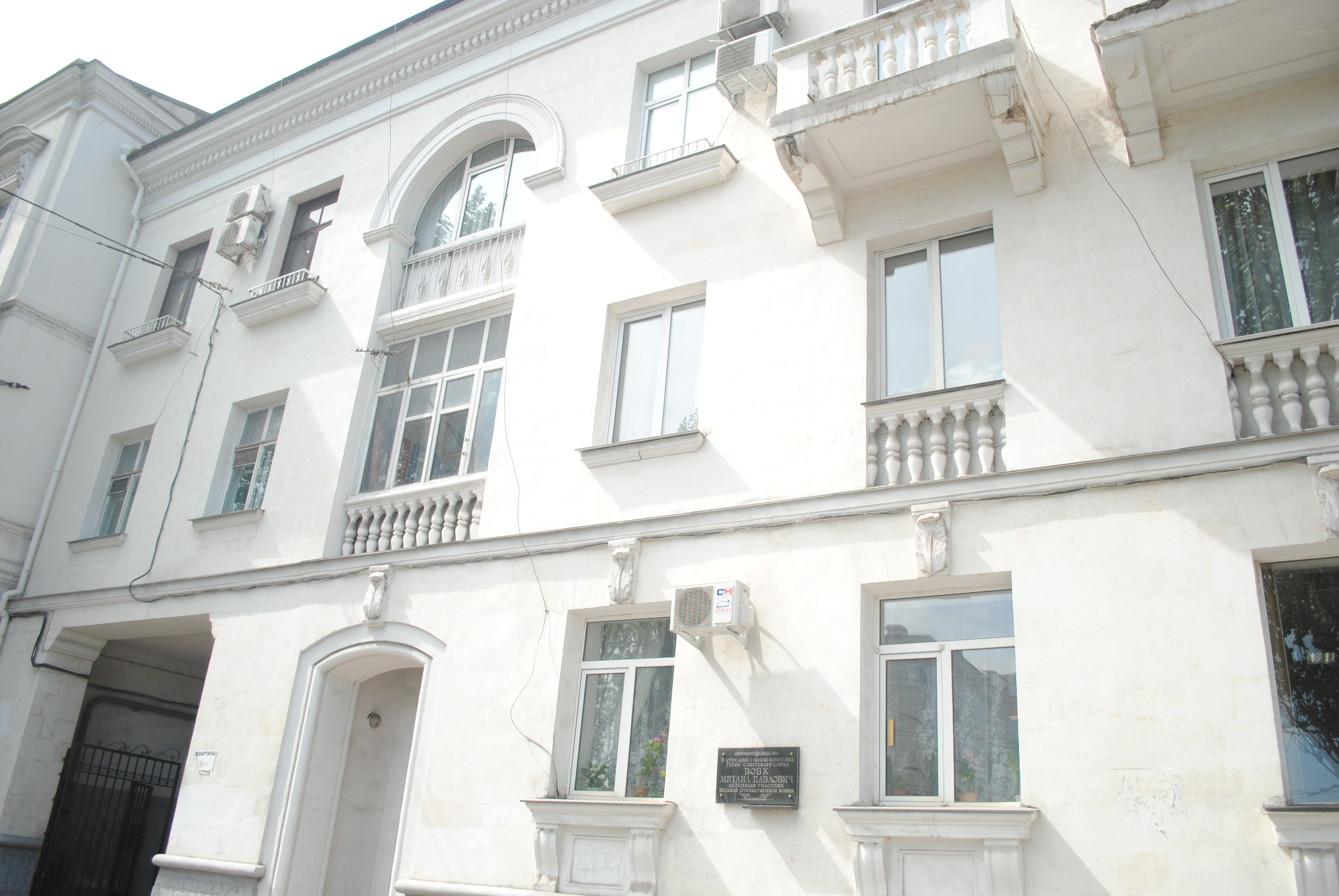
Дом, в котором родился и жил Вовк

26 сентября 1943 года, сделав плот из обломков немецкого катера, Вовк вместе с двумя разведчиками переправился через Днепр в районе села Староглыбов Козелецкого района Черниговской области Украинской ССР. С ходу отряд уничтожил вражеский пулемётный расчёт, затем, заняв позицию, корректировал огонь артиллерийской батареи, которая вела огонь с восточного берега. Благодаря действиям отряда Вовка было уничтожено 3 тяжёлых миномёта и более роты немецкой пехоты, что позволило беспрепятственно переправить через реку основные силы дивизии. 7 октября, когда Вовк был окружён противником на наблюдательном пункте, он вызвал огонь на себя, а затем, собрав остатки 12-го стрелкового полка, повёл их в атаку.
Указом Президиума Верховного Совета СССР от 17 октября 1943 года гвардии старший лейтенант Михаил Вовк был удостоен высокого звания Героя Советского Союза с вручением ордена Ленина и медали «Золотая Звезда» за номером 2071.
После окончания войны Вовк продолжал службу в Советской Армии. В 1969 году в звании полковника он вышел в отставку. Проживал в Севастополе, скончался 18 февраля 1989 года, похоронен на кладбище «Кальфа» в Севастополе.
Был также награждён орденом Красного Знамени, двумя орденами Отечественной войны 1-й степени, орденом Отечественной войны 2-й степени, орденом Красной Звезды, а также рядом медалей. В память о Вовке на доме, где он жил в Севастополе, установлена мемориальная доска.

Могила Вовка на кладбище «Кальфа» в Севастополе.